# Julius Leipprand
Julius Leipprand (* 8. Juni 1830 in Lichtel; † 22. November 1899 in Rottweil) war ein württembergischer Oberamtmann.

## Leben
Leipprand, Sohn eines Pfarrers und evangelischer Konfession, studierte von 1848 bis 1853 Rechtswissenschaften in Tübingen und Heidelberg. Er war von 1848 bis 1852 Mitglied der Studentenverbindung Landsmannschaft Ghibellinia Tübingen. Er legte 1853 die erste und 1854 die zweite höhere Justizdienstprüfung ab.
1855 trat er in die württembergische Innenverwaltung ein. Er leitete als Oberamtmann die Oberämter Neresheim von 1870 bis 1877 und Rottweil von 1877 bis 1899. 1888 erhielt er den Titel Regierungsrat und 1899 die Dienststellung eines Kollegialrats.

## Ehrungen
- 1879: Ritterkreuz 1. Klasse des Friedrichs-Ordens
- 1898: Ritterkreuz des Ordens der Württembergischen Krone